# Pachnoda orphanula
Pachnoda orphanula är en skalbaggsart som beskrevs av Herbst 1790. Pachnoda orphanula ingår i släktet Pachnoda och familjen Cetoniidae.

## Underarter
Arten delas in i följande underarter:
- P. o. nachtigali
- P. o. dimidiata
- P. o. morerei
- P. o. legrosi